# 韋克菲爾德鎮區 (密歇根州)
韋克菲爾德鎮區（英語：Wakefield Township）是位於美國密歇根州戈吉比克縣的一個行政鎮區。

## 地方資料
韋克菲爾德鎮區的面積為468.20平方千米，當中陸地面積為465.60平方千米，而水域面積為2.60平方千米。根據2020年美國人口普查的數據，當地共有人口301人，而人口密度為每平方千米0.64人。